# Anthemius római császár
Procopius Anthemius, általánosan elterjedt néven Anthemius császár (Konstantinápoly, 420 körül – Róma, 472. július 11.) nyugatrómai császár 467-től haláláig.

## Élete
A görög Anthemius Marcianus bizánci császár veje volt, és Marcianus utóda, I. Leó bizánci császár nevezte ki nyugatrómai császárrá. Leónak az volt a célja, hogy Anthemius segítse őt az észak-afrikai vandálok elleni háborúkban. Flavius Ricimer hadvezér is beleegyezett Anthemius császárságába, cserébe Anthemius feleségül vette Ricimer leányát, Alypiát.
A császár nem volt népszerű uralkodó, ugyanis azzal gyanúsították, hogy görög filozófus emberként vissza akarja állítani a pogányságot. A vandálok elleni háborúja nagy vereséggel végződött, végül pedig 472-ben Anthemius Ricimirrel is összekülönbözött. Ricimer seregével végül ostrom alá vette Rómát. Anthemius hadát legyőzték, a várost bevették, a koldusruhában rejtőzködő császárt a ráakadó Ricimer pedig lefejeztette.